# الکساندر وان رنسلیر
 الکساندر وان رنسلیر (انگلیسی: Alexander Van Rensselaer؛ زاده ۱ اکتبر ۱۸۵۰ درگذشته ۱۸ ژوئیهٔ ۱۹۳۳) یک تنیس‌باز اهل ایالات متحده آمریکا بود.